# وريد مريئي
الأوردة المريئية (بالإنجليزية: Esophageal veins)‏ هي أوردة تقوم بتصريف الدم من المريء إلى وريد الفرد في منطقة الصدر، وإلى الوريد الدرقي السفلي في منطقة الرقبة. تقوم هذه الأوردة أيضًا بتصريف الدم إلى وريد ردف الفرد وإلى الوريد الوربي الخلفي، وإلى الأوردة القصبية، لكن بشكل بسيط.
تقوم بعض الأوردة المريئية في البطن بالتصريف إلى الوريد المعدي الأيسر.

## وصلات خارجية
- علم الأنسجة (جامعة أوكلاهوما) 49_08
- درسٌ تشريحي حول largeintestine مُعدٌ بواسطة ويسلي نورمان (جامعة جورجتاون). (portalsystem)
- http://www.med.mun.ca/anatomyts/digest/avein6.htm

هذه المقالة تعتمد على مواد ومعلومات ذات ملكية عامة، من الطبعة العشرين لكتاب تشريح جرايز لعام 1918.